# Зохцинек
Зохцинек (пол. Zochcinek) — село в Польщі, у гміні Опатув Опатовського повіту Свентокшиського воєводства.
Населення — 343 особи (2011).
У 1975-1998 роках село належало до Тарнобжезького воєводства.

## Демографія
Демографічна структура на день 31 березня 2011 року:
|          | Загалом | Допрацездатний вік | Працездатний вік | Постпрацездатний вік |
| -------- | ------- | ------------------ | ---------------- | -------------------- |
| Чоловіки | 206     | 18                 | 146              | 42                   |
| Жінки    | 137     | 19                 | 80               | 38                   |
| Разом    | 343     | 37                 | 226              | 80                   |